# Rota 10 (Paraguai)
A Rota Número 10, conhecida como Rota 10 e cuja denominação oficial é Rota Nacional N° 10 "Las Residentas", é uma rota nacional do Paraguai que une as cidades de Villa del Rosario, (San Pedro) com Salto del Guairá, (Canindeyú). Sua extensão total é de 326 quilômetros.

## Cabines de pedágio
km 8: Guayaibí

## Municípios atravessados pela rodovia

### NoDepartamento de San Pedro
- km 0 - Villa del Rosario
- km 22 - General Elizardo Aquino
- km 35 - Itacurubí del Rosario
- km 73 - San Estanislao

### NoDepartamento de Canindeyú
- km 170 - Curuguaty
- km 270 - Katueté
- km 285  - General Francisco Caballero Álvarez
- km 291  - La Paloma
- km 326 - Salto del Guairá